# 雍和宮駅
雍和宮駅（ようわきゅう-えき）は北京市東城区に位置する北京地下鉄2号線と5号線の駅である。

## 駅構造

### 2号線

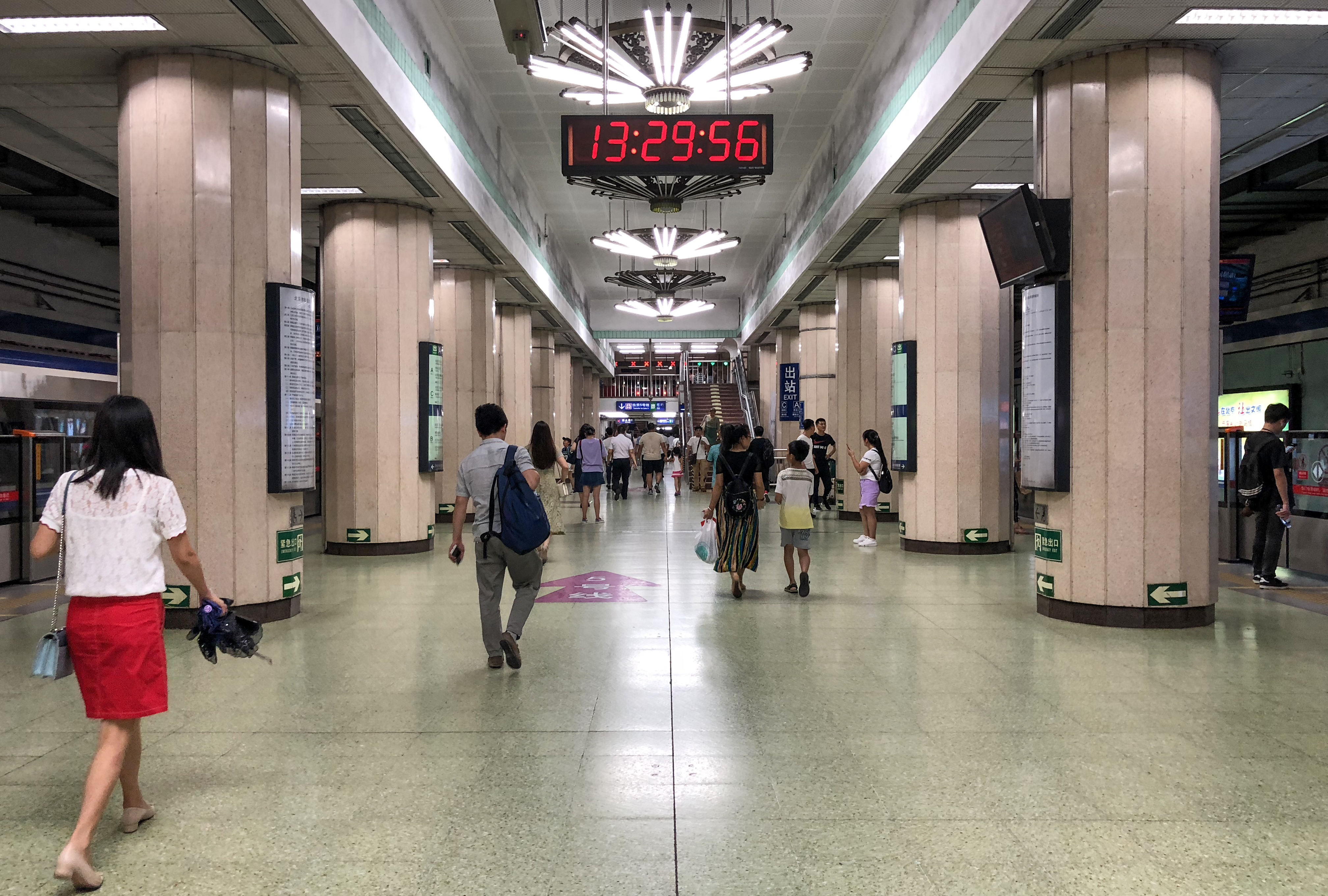
2号線ホーム

島式ホーム1面2線の地下駅。

### 5号線

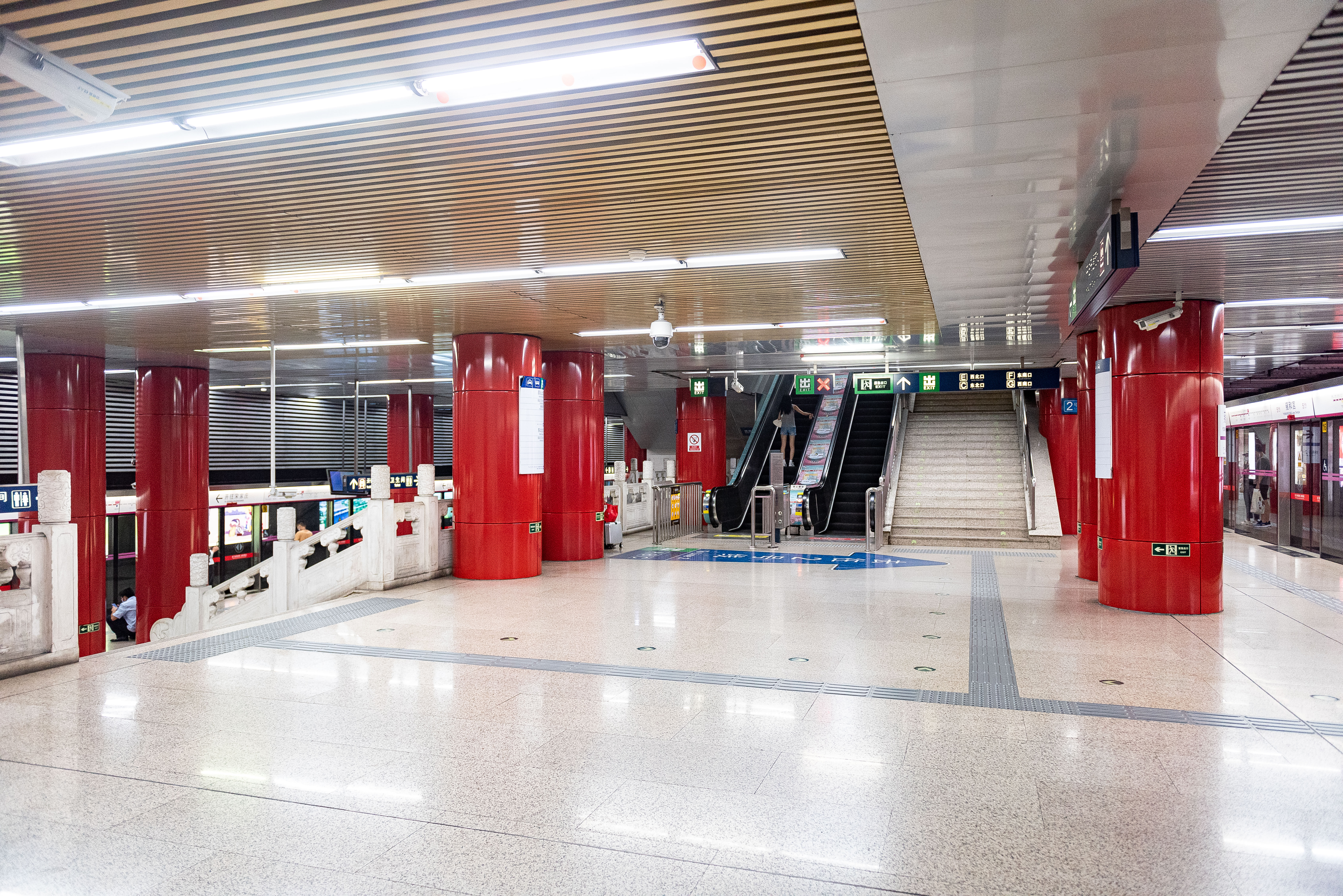
5号線ホーム

島式ホーム1面2線の地下駅であるが、北行きと南行きで段差が生じている。ホームドア完備。

## 駅周辺
- 雍和宮 - 駅名の由来。
- 北京市交道口中学
- 北京市老幹部活動中心
- 首都博物館
- 中国電子技術標准化研究所
- 首都図書館
- 北京市公安局出入境管理処
- 地壇公園
- 地壇体育館
- 北京孔廟
- 国子監
- 北京地壇医院
- 北京安内医院
- 北京市第六医院
- 北京市民族文化交流中心
- 北京市第五十四中学
- 北京市第一四三中学
- 北京市第二十一中学
- 北京市第二十二中学

## 歴史
- 1984年9月20日 - 2号線開業。
- 2007年10月7日 - 5号線開業。乗換駅となる。

## 隣の駅
北京地下鉄
■2号線
東直門駅 - 雍和宮駅 - 安定門駅
■5号線
北新橋駅 - 雍和宮駅 - 和平里北街駅
座標: 北緯39度56分49秒 東経116度24分37秒 / 北緯39.94694度 東経116.41018度